# 蔡孟堅
蔡孟堅（1908年－2001年），江西省萍鄉縣人，軍人、政治人物。曾任武漢市警察局長、武漢行營少將偵緝處處長（掛名參議）、首任蘭州市市長、善後救濟總署江西分署署長、江西省政府委員兼建設廳廳長、第一屆國民大會江西省代表、中影公司董事長。
於偵緝處處長任內逮捕了中共早期領袖、中央特别行动科的负责人顾顺章。

## 早年
蔡孟堅出生於江西萍鄉縣西區滸嶺，小時乳名「黑虎」。萍鄉縣立中學畢業後，本欲投考陸軍軍官學校，但因途中路費耗盡而轉投在直魯聯軍三十二旅（旅長畢庶澄）擔任參謀的萍鄉同鄉鍾震國，於該部任書記。隨該部移防青島，於此結識了時任膠濟鐵路處長，且為該路國民黨地下工作負責人的蕭衛國。
因厭倦書記工作，考入青島大學。就學期間，畢庶澄來大學演講，宣佈濟南將開辦東北講武堂第三分校，可用附學生名義保送，蔡孟堅毅然從青島大學肄業，入學東北講武堂投身軍旅。

## 逮捕顧順章
1930年8月，蔡孟堅被派往武漢與武漢行營主任何成濬合作，執行鏟共任務。
中原大戰後，武漢工商界預定在中山路總商大廈舉行討逆勝利大會，邀請蔣中正到場致詞，中共密謀在大會上以手榴彈將其殺死。然而中共的計畫在準備階段即被調查科發覺，被捕的中共成員夏華供出了所有人員佈置，使得暗殺組織成員被大量逮捕。蔡孟堅因此被升為少將。1931年，蔡孟堅經由投降的中共成員黃佑南指引，瓦解了中共湖北省委，逮捕了湖北省委書記夫婦。其後又逮捕了中共長江局負責人尤崇新，並將其納入麾下。
1931年4月25日，尤崇新與三名捕手在漢口特三區小高爾夫球場前發現顧順章，當場指顧大叫「他是上海暴動總指揮！」顧自知無法逃脫，從容就擒。顧順章被捕後，供出大量武漢共黨組織情報，指名面見蔡孟堅，並對蔡自陳中共中央特科負責人身份，提出「有對付共產黨計畫，要立刻與蔣中正面商」，並且表示「除非親見總司令蔣公，不願再提供有關中共任何情報。本人未到南京之前，萬不可將被捕事電告南京」。然武漢方面並未理會其要求，於當天發出特急密電通知蔣中正、陳立夫、徐恩曾等人，報告顧順章被捕投誠一事。當天在調查科值班的徐恩曾秘書、中共間諜錢壯飛收到電報後，將其破譯的電文交給陳賡，並且立刻通知其他潛伏在調查科的中共間諜準備脫離。4月26日深夜，中共中央、江蘇省委即已安全轉移新址，顧順章所提供情報之價值大大減少。
蔡孟堅未能聽從顧順章要求，導致電報被中共間諜搶先截獲，中共中央免於覆滅，且顧順章家族十數人遭中共報復殺害。而蔡本人在多篇提及此案之自述中，均未提及顧順章曾要求不可電告南京。